# Platygaster punctiventris
Platygaster punctiventris är en stekelart som beskrevs av Peter Neerup Buhl 2006. Platygaster punctiventris ingår i släktet Platygaster och familjen gallmyggesteklar. Inga underarter finns listade i Catalogue of Life.